# سینما مگاباکس
سینما مگاباکس (انگلیسی: Megabox) یک گروه سینمایی در کشور کره جنوبی است.
این شرکت در سال ۲۰۰۰ توسط گروه اوریون تأسیس و در سال ۲۰۱۰ با گروه سینوس متعلق به گروه رسانه‌ای جونگ‌آنگ ایلبو ادغام شد.

## سینماها

### مگاباکس
- بوسان
  - Seomyeon
  - Haeundae
- دئگو
- اولسان
- جئونجو
- گوانگجو
- سئول
  - COEX
  - موک-دونگ
  - شینچون
  - ناحیه دونگدامون
  - ناحیه گانگنام
  - Seocho
- Songdo
- سوون
  - یئونگتونگ-گو

### مگالاین
- آندونگ
- گیمپو
- موکپو
- پوهانگ